# Saint-Martin-du-Clocher
Saint-Martin-du-Clocher – miejscowość i gmina we Francji, w regionie Nowa Akwitania, w departamencie Charente.
Według danych na rok 1990 gminę zamieszkiwało 131 osób, a gęstość zaludnienia wynosiła 20 osób/km² (wśród 1467 gmin regionu Poitou-Charentes Saint-Martin-du-Clocher plasuje się na 862. miejscu pod względem liczby ludności, natomiast pod względem powierzchni na miejscu 1008).